# Abendland
Als Abendland oder Okzident wurde ursprünglich der westliche Teil Europas bezeichnet, im Wesentlichen also das Gebiet der lateinsprachigen römischen Provinzen des Weströmischen Reiches in Europa. Sie sind etwa deckungsgleich mit dem Sprengel des Patriarchats von Rom.
Der Begriff Abendland ergab sich aus der antiken und mittelalterlichen Vorstellung von Europa als dem westlichsten, der untergehenden Abendsonne am nächsten gelegenen Erdteil. Das ihm entsprechende Antonym ist daher das griechisch-orthodox und islamisch geprägte Morgenland oder der Orient. Die griechisch-orthodoxe Kirche wurde gegen Ende des 19. Jahrhunderts auch als die morgenländische bezeichnet.
In Zeiten des Kalten Krieges wurde der Begriff teils übereinstimmend mit dem Begriff der westlichen Welt verwendet, d. h. vor allem die alten Mitgliedsländer der Europäischen Union und Nordamerika. Seit der Romantik entwickelte sich vor allem im deutschsprachigen Raum eine besondere Traditionslinie um den Abendlandbegriff, die einen letzten Höhepunkt in einer regelrechten Abendland-Ideologie der 1950er Jahre fand. 
Von Rechtsextremen und Rechtskonservativen wird Abendland als Kampfbegriff mit antimuslimischer Stoßrichtung verwendet.

## Frühe Begriffsverwendung
Im Römischen Reich stand der lateinische Begriff occidens (zu ergänzen: sol, „die untergehende Sonne“) für die westliche Himmelsrichtung. Martin Luther prägte in seiner Bibelübersetzung dafür den Ausdruck Abend. Bis ins frühe 17. Jahrhundert wurde der Begriff im Plural gebraucht, so erstmals 1529 bei Kaspar Hedio. Zunächst waren damit rein geographisch die Länder Westeuropas gemeint.
 

Je deutlicher aber die einzelnen Abendländer unterschiedliche Entwicklungen nahmen, desto häufiger lässt sich der Kollektivsingular das Abendland nachweisen. Der Theologe Friedrich Wilhelm Graf sieht hier Zusammenhänge zur gemeinsamen Bedrohung durch die Türkenkriege einerseits, andererseits den Versuch, nach dem (wenn auch nur prekären) Ende der konfessionellen Bürgerkriege der Frühen Neuzeit damit „eine Art vorrechtlich sozialmoralischer Grundlage des neuen innerchristlichen Religionsfriedens zu bezeichnen“. Als Relationsbegriff setzt Abendland immer einen Gegenbegriff voraus, von dem er positiv abgegrenzt wird. In der Zeit der Aufklärung wurde weitgehend kenntnisfrei als dieser Gegenbegriff der muslimische Orient imaginiert, von dem man sich abzuheben meinte. Die in diesem Diskurs konstruierten Stereotype finden sich noch in Georg Wilhelm Friedrich Hegels Vorlesungen über die Philosophie der Geschichte (gehalten 1822–1831), in denen er behauptete: 

„Bei den Orientalen ist eine sinnliche, materielle Seite vorherrschend; im Abendland ist der Gedanke überwiegend, er wird in der Gedankenform zum Prinzip gemacht.“

## Romantik und Historismus
In Deutschland entwickelten, von Novalis durch seine Schrift Die Christenheit oder Europa angeregt, die Brüder August Wilhelm Schlegel und Friedrich Schlegel eine Europakonzeption, die sich auf kulturelle Traditionen stützte. Das Abendland umfasste ihrer Vorstellung nach alle Länder, die durch ihr romanisches, germanisches und christliches Erbe zu einem einzigen europäischen Kulturraum in Antinomie zu einem islamischen Orient oder Morgenland vereint waren. Besondere Bedeutung maßen sie dabei Karl dem Großen als vermeintlichem Einiger Europas und Herrn über das christliche Abendland zu. Friedrich Schlegel verstand darüber hinaus unter Abendland die kulturelle Einheit der romanischen und germanischen Völker, worunter er vornehmlich Franzosen und Deutsche fasste. Aus der vermeintlichen kulturellen Ähnlichkeit zwischen Deutschen und Franzosen wollte Schlegel eine politische Assoziation erschaffen, vergleichbar dem Verhältnis zwischen Römern und Griechen in der Spätantike. Damit war für Friedrich Schlegel das Abendland, das er auch unter dem Europabegriff fasst, ein Mythos im romantischen Sinn: Europa ist ihm ein kritischer Begriff, anhand dessen er seine eigene Gegenwart mit ihren Nationalismen und dem Krieg gegen Napoleon theoretisch sowie poetisch zu fassen vermag.
Laut Leopold von Ranke habe die abendländische Kultur mithilfe des Humanismus die Spaltung des Corpus Christianum durch die Reformation überstanden und bilde bis in die Moderne die gemeinsame geistige Grundlage Europas. Genauer definiert er das Abendland anhand dreier Kulturerscheinungen: der griechisch-römischen Antike, dem römischen, d. h. papstzentriertem Christentum und der Kultur der ‚germanisch-romanischen‘ Völker.
Diese Position wurde von Gustav Droysen kritisiert, der darin die kulturhistorische Abwertung der Reformation sah.

## Zwischen den Weltkriegen
Kurz nach Ende des Ersten Weltkriegs veröffentlichte Oswald Spengler sein kulturphilosophisches Hauptwerk Der Untergang des Abendlandes (1918/22). Darin beschreibt er die Bedrohung bzw. den Zerfall der okzidentalischen Kultur, die er in Europa und Nordamerika verortete. Nach Spenglers Geschichtsvorstellung könnten derartige Hochkulturen als Riesenpflanzen angesehen werden, die aus einer mütterlichen Landschaft heraus geboren werden, wachsen, reifen und schließlich eingehen. Er betonte jedoch, dass der Untergang des Abendlandes nicht im Sinne eines Katastrophismus zu verstehen sei. Vielmehr werde der abendländische Kultur-Organismus allmählich durch fremde Zivilisationen abgelöst. Spengler ging davon aus, dass die „russische Kultur“ diese Rolle übernehmen und die Geschichte des dritten Jahrtausends maßgeblich bestimmen werde. Gegen Spengler und seinen Kulturpessimismus wandten sich katholische Publizisten aus dem Kreis um die Zeitschrift Hochland, die sich leidenschaftlich dafür einsetzten, die Werte des christlichen Abendlands zu bewahren.
In der nationalsozialistischen Propaganda spielte das Ideologem des Abendlandes eine geringere Rolle als in den Jahren vor 1933. Wenn es benutzt wurde, war es mit Vorstellungen von Reich oder Mitteleuropa konnotiert und rassistisch aufgeladen. Nach der Schlacht von Stalingrad erlebte es eine neue Konjunktur: Nun erschien der Nationalsozialismus als Rettung der abendländischen Kultur vor der herandrängenden Gefahr aus dem Osten hingestellt. Zu diesem Zwecke wurde auch versucht, Persönlichkeiten aus Mythos und Geschichte wie Leonidas I., Hagen von Tronje oder Karl den Großen als Vorläufer einer gesamteuropäischen Gesellschaft darzustellen. Gleichzeitig dienten die Gemeinsamkeiten, die den „abendländischen“ Europäern zugeschrieben wurden, als Abgrenzungsmerkmal, insbesondere gegenüber Fremd- oder Feindbildern, die von der slawischen, russisch-asiatischen und besonders von der jüdischen Kultur gezeichnet wurden. Als Legitimationsgrundlage für Angriffskriege und Deportationen konnten diese Feindbilder einem Selbstbild der Zugehörigkeit zu einer arisch-abendländischen Kultur gegenübergestellt und in die vorherrschenden Ideologien von Rasse, Blut und Boden sowie in nationalsozialistische Europapläne integriert werden.

## Nach dem Zweiten Weltkrieg und 1950er Jahre

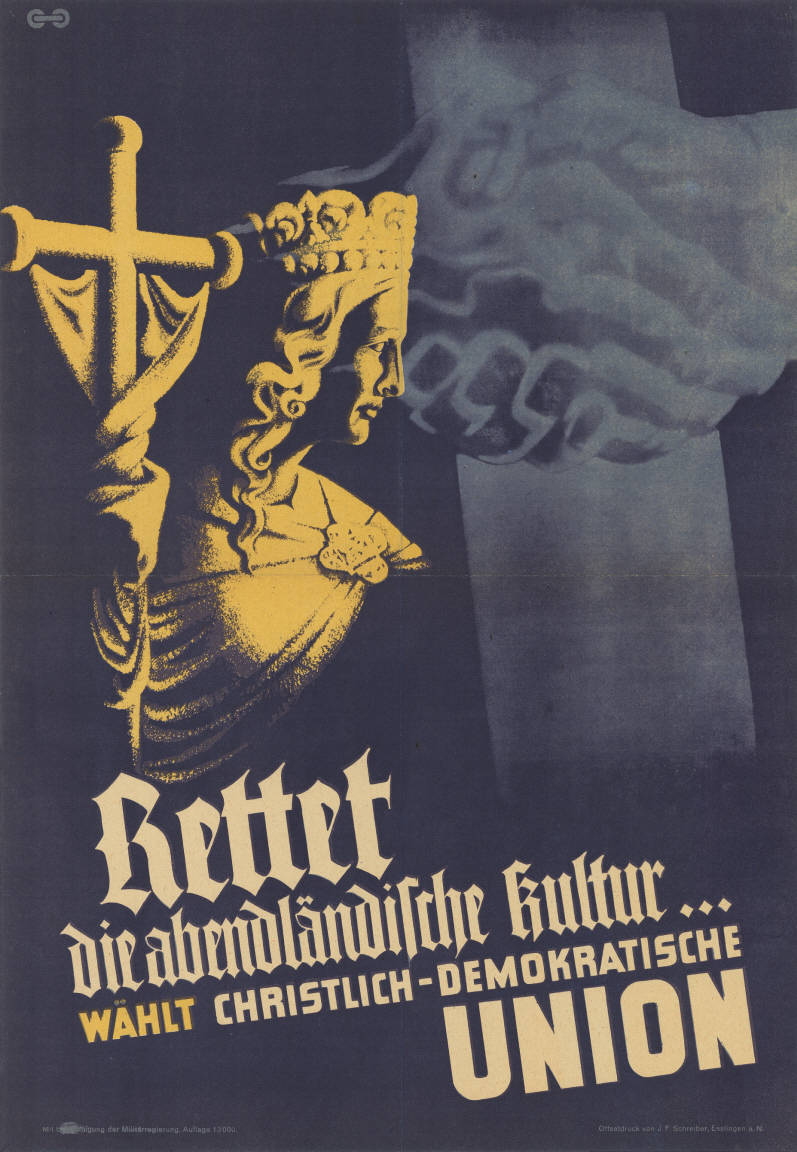
Wahlplakat CDU 1946: Rettet die abendländische Kultur… – Allegorie Ecclesia vom Portal des Straßburger Münsters mit Kreuzfahne vor kreuzförmigem SED-Symbol

Nach dem Zweiten Weltkrieg gewann die Abendlandidee in Westdeutschland zeitweise an erheblichem Einfluss. Konservativ-bürgerliche Werte sollten nach der Katastrophe der Hitler-Diktatur hier eine neue Verankerung finden und sowohl gegen die als seelenlos und individualistisch bezeichnete Moderne westeuropäischer oder amerikanischer Prägung in Stellung gehen als auch gegen den Kollektivismus und Totalitarismus der Sowjetunion. Auch von der als nihilistisch verstandenen eigenen nationalsozialistischen Vergangenheit grenzte die Abendlandideologie sich ab. Die katholische Publizistik warb unter dem Schlagwort „Wiedergewinnung der abendländischen Kultur“ für eine Rechristianisierung der deutschen Gesellschaft. In diesem Sinne bekannte sich Bundeskanzler Konrad Adenauer in seiner ersten Regierungserklärung am 20. September 1949 ausdrücklich zum „Geist christlich-abendländischer Kultur“ als Fundament seiner Kanzlerschaft.
Mit noch stärkerer Emphase erklärte Bundespräsident Theodor Heuss am 16. September 1950 bei einer Schulfeier in Heilbronn:

„Es gibt drei Hügel, von denen das Abendland seinen Ausgang genommen hat: Golgatha, die Akropolis in Athen, das Capitol in Rom. Aus allen ist das Abendland geistig gewirkt, und man darf alle drei, man muß sie als Einheit sehen“

Noch 1977 führte die Theologische Realenzyklopädie drei „Signaturen des Abendlands“ auf:
- den Ausgleich zwischen „Paganisierung und Spiritualisierung“ des Christentums, der im Mittelalter erreicht worden sei,
- eine Ordnung des Spannungsverhältnisses zwischen Kirche und Staat, die die Autonomie beider Seiten berücksichtige,
- die Betonung individueller Gewissensfreiheit und politischer und gesellschaftlicher Toleranz, die zur Förderung emanzipatorischer Bewegungen.[12]

Politisch wurde die Abendlandideologie in den vierziger und fünfziger Jahren in der Schulpolitik eingesetzt, etwa beim Kampf für die Erhaltung des dreigliedrigen Schulsystems, für die Bekenntnisschulen, für das humanistische Gymnasium und den altsprachlichen Unterricht.
Auch in anderen Bereichen spielte das Abendlandkonzept eine Rolle: Adenauers Außenpolitik  mit ihren Schwerpunkten auf Westbindung, NATO-Mitgliedschaft, europäische Einigung, deutsch-französische Freundschaft und Antikommunismus ließ sich in die traditionelle Abendlandidee einbinden. Dadurch konnten auch national-konservative Kreise innerhalb der CDU mit dem Gedanken einer supranationalen Zusammenarbeit der europäischen Staaten versöhnt werden. Danach erschien das karolingische Reich als vorweggenommene Verwirklichung der europäischen Ideale der Nachkriegszeit. Ausdruck dieser Vorstellungen war die Stiftung des Aachener Karlspreises. Aber auch die Geschichtswissenschaft und der Geschichtsunterricht in den westdeutschen Schulen der Nachkriegszeit vermittelten ein Mittelalterbild, das eher den europäischen Wunschvorstellungen der Bundesregierung entsprach als der historischen Wirklichkeit.
Von geringerer Bedeutung war die sogenannte Abendlandbewegung um die Zeitschrift „Neues Abendland“. Hier versuchten orthodox-katholische hochadlige Kreise der katholisch-konservativen Intelligenz zu mobilisieren. „Abendland“ bedeutete in diesem Zusammenhang vor allem Wiederbelebung des Christentums, Abgrenzung gegenüber der Sowjetunion und sozialpolitischer Paternalismus. Auch ständestaatliche Ideen spielten eine Rolle, die angeblich christlichen Diktatoren Francisco Franco und António de Oliveira Salazar wurden positiv rezipiert. Da die Abendlandbewegung somit offen antidemokratische Prinzipien propagierte und es ihr nicht gelang, sich abseits der elitären Führungsgestalten eine breite Basis zu verschaffen, versank sie Mitte der 1960er Jahre in der Bedeutungslosigkeit. Die Historikerin Vanessa Conze sieht die Abendlandmodelle, die von den 1920er Jahren bis in die 1950er gepflegt worden, als Versuche, künftige politische und gesellschaftliche Strukturen für Deutschland und Europa formulieren, dabei aber immer die Vergangenheit glorifizierte und der Moderne gegenüber skeptisch blieb. Diese Grundhaltung sei seit Ende der fünfziger Jahre „nicht mehr zukunftsfähig“ gewesen.

## Gegenwart
In der Gegenwart ist der Begriff Abendland weitgehend durch die Bezeichnung Europa abgelöst worden. Vor allem um Aussöhnung bemühte Kreise der Gesellschaft für christlich-jüdische Zusammenarbeit benutzen den Begriff des „christlich-jüdischen Abendlandes“, um die gemeinsamen Wurzeln von Christentum und Judentum zu betonen. Der Begriff wird aktuell verwendet, um eine eigene westliche kulturelle Identität vom Islam abzugrenzen.

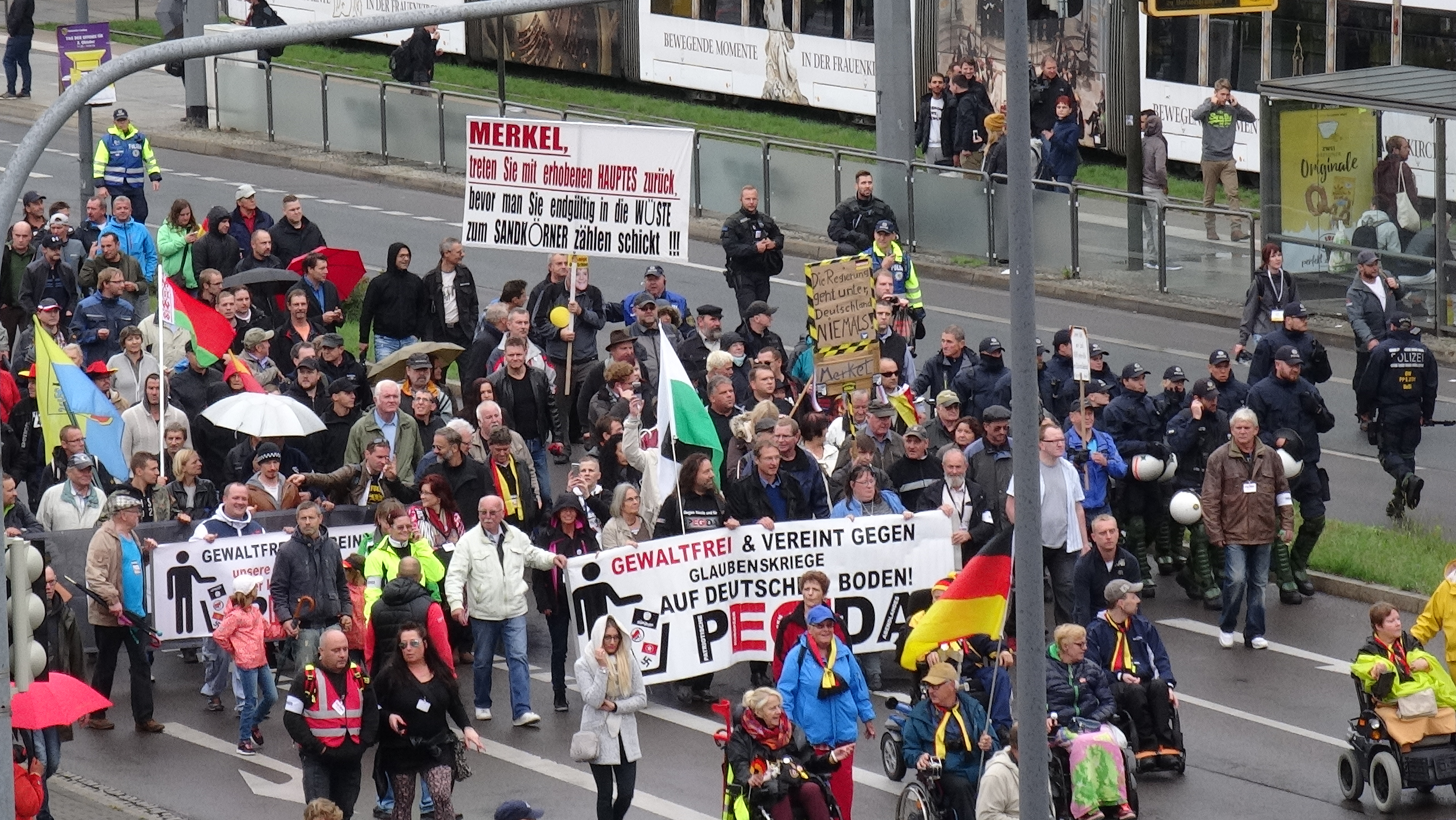
PEGIDA-Demonstration, Dresden, 3. Oktober 2016

Im nationalkonservativen, rechtspopulistischen oder rechtsextremen Diskurs wird behauptet, das ggf. als „christlich“ oder „jüdisch-christlich“ attribuierte Abendland müsse gegen eine angeblich drohende Islamisierung verteidigt werden. Unter anderem entstand 2014 die Bewegung „Patriotische Europäer gegen die Islamisierung des Abendlandes“ (PEGIDA). Dabei wird oft Bezug genommen auf das Buch des ehemaligen FAZ-Journalisten Udo Ulfkotte SOS Abendland (2008). In der Folgeveröffentlichung Heiliger Krieg in Europa. Wie die radikale Muslimbruderschaft unsere Gesellschaft bedroht verbreitet Ulfkotte die Verschwörungstheorie, Muslime würden einen „geheimen Plan zur Unterwanderung nichtmuslimischer Staaten“ verfolgen. Der angeblich nötige Widerstand dagegen wird als „Reconquista“ beschrieben, also als Rückeroberung muslimischen Gebiets, wie es vom 8. bis ins 15. Jahrhundert in Spanien betrieben wurde. Ob die Wurzeln dieses Abendlands christlich, christlich-jüdisch oder aber heidnisch sein sollen, ist unter den Akteuren umstritten. Mitunter wird für das Abendland auch die Aufklärung in Beschlag genommen, so im Zusammenhang mit der Verschwörungstheorie vom Großen Austausch, also dem angeblichen Plan, die europäische Bevölkerung durch angeblich rückständige Muslime zu ersetzen.
Nach Ansicht des Berliner Antisemitismusforschers Wolfgang Benz ist der Begriff „jüdisch-christliches Abendland“ irreführend: Tausend Jahre lang habe das christliche Abendland, unter anderem mit der Gegenüberstellung von Ecclesia und Synagoge, alles daran gesetzt, die Juden auszugrenzen und als Sündenböcke zu diskriminieren. Deshalb sei die verbreitete Vorstellung einer Symbiose von Juden und Nicht-Juden falsch: Vielmehr würden „Muslimfeinde ein christlich-jüdisches Abendland konstruieren, das es nie gegeben hat“. Angesichts dieser Frontstellung sieht der amerikanische Islamwissenschaftler Carl W. Ernst eine konstruktive Perspektive in einem ernsthaften diskursiven Prozess der Suche nach den verbindenden humanitären Grundlagen.

## Kritik
Edward Said kritisiert neben dem Begriff des Orient auch den Begriff des Okzident. Beiden Begriffen unterstellt Said, dass sie über keine eigenständige Ontologie verfügen, dass sie also konstruiert seien. Das Gegensatzpaar Okzident/Orient erfülle dabei den Zweck, sich vom jeweils anderen abgrenzen zu können, um dadurch eine eigene Identität zu gewinnen. Dies führt laut Said auch dazu „dass sich diese allmächtigen Fiktionen leicht in den Dienst der Manipulation und der Organisation kollektiver Leidenschaften stellen lassen“.
Laut dem Historiker Wolfgang Benz wurde der Begriff Abendland in der lateinischen Christenheit als „Kampf- oder Ausgrenzungsbegriff“ gegenüber äußeren Feinden wie Byzanz oder dem Islam verwendet. Dabei habe aber ein einheitliches christliches Abendland nie existiert, sondern staatliches Machtkalkül eine größere Rolle als der Glaube gespielt. Der Begriff habe in jüngerer Zeit an Bedeutung verloren, bis ihn PEGIDA wiederaufgegriffen habe. Auch der christliche Religionsphilosoph Bernd Irlenborn kritisiert die Vorstellung eines christlichen Abendlandes in der heutigen Zeit als anachronistisch und deplatziert. Die christliche Prägung Europas sei angesichts des steigenden Säkularismus zur bloßen erinnerungspolitischen Erbmasse geschrumpft. Wie christlich Europa in Zukunft noch ist, hängt für Irlenborn allein von der Glaubwürdigkeit der Kirche und dem gesellschaftlichen Engagement der Christen ab.
Die Politikwissenschaftlerin Susanne Kleinfeld kritisiert, dass mit dem Begriff eine Homogenität der darunter subsumierten Gesellschaften behauptet wird, die in Wahrheit nicht existiere. Gleichwohl werde mit der Vorstellung dieser Homogenität eine ganz bestimmte Raumordnung als zwingend erachtet.
Friedrich Wilhelm Graf verweist auf die große religiöse Diversität sowohl der Länder Europas seit der Aufklärung (die durch Migrationsprozesse noch wachsen werde) als auch der ihnen negativ gegenübergestellten muslimischen Gesellschaften. Insofern dürfe man die Europäische Union nicht als „politische Form irgendeines ‚christlichen Abendlandes‘“ ansehen. Gleichwohl bedürfe die EU einer kulturellen Herkunftsgeschichte und bestimmter sozialmoralischer Voraussetzungen. Um sich auf die zu einigen, empfiehlt er den Verzicht auf „moralischen Absolutismus“ und eine Sicht, die in moralischer Vielfalt einen „Gewinn an individueller Freiheit“ erkennt.